# EBay
eBay er et stort verdensomspændende e-handelssted og auktionshus, hvor man kan købe eller byde på nye og brugte varer. eBay har sit hovedkvarter i San Jose, Californien. eBay blev lanceret i 1995 af den franskfødte iransk-amerikaner Pierre Omidyar og er nu en multi-milliard-forretning og findes i mere end 30 lande.  
eBay købte Den Blå Avis og BilBasen.dk af Karsten Ree i 2008 til 2,1 milliarder danske kroner. 
I Danmark er Ebay ifølge en undersøgelse fra FDIH, den netbutik som fjerdeoftest handles igennem af personer i Danmark. 1,5 % af alle internethandler i Danmark foretages gennem Ebay.

## Forbudte ting at sælge
I sine tidlige dage var eBay ureguleret. Men som stedet voksede, valgte eBay at begrænse eller forbyde auktioner om visse ting. Nogle af begrænsningerne vedrører den amerikanske udgave af ebay.com, mens andre begrænsninger gælder for særlige europæiske versioner af hjemmesiden. 
- Tobak (tobaksrelaterede emner og samleobjekter er dog tilladt[2])
- Narkotika eller ting som bruges til at indtage narkotikummet[3]
- Brugt undertøj og snavset brugt tøj[4]
- Levende dyr (med visse undtagelser[5])
- Skydevåben eller ammunition herunder dele der kan bruges til at sammensætte skydevåbnet (fra 30. juli 2007) og armbrøster og knive[6]
- Hjemmelavede, ulovlige, stjålne eller fortrolige dokumenter bl.a pas, CPR-nummer, kørekort, vælger-registreringskort, fødselsattester, skoledokumenter, lægejournaler og enhver genstand der bruges til at ændre dokumenterne[7].
- Bootleg[8]
- Elfenben-produkter[5]
- Lotterisedler, billetter eller andre gamblingrelaterede ting.[9]
- Virtuelle ting fra store online-spil (reglen varierer efter land).[10]
- I Storbritannien: Knive, bortset fra bestikknive. Dette skete efter pres fra de britiske medier, da salget af knive vurderes som ulovlige i Storbritannien.[11]